# La Salle University
La Salle University è un'università statunitense privata con sede a Filadelfia, nella Pennsylvania.

## Storia
L'università fu fondata nel marzo del 1863 e nel corso degli ultimi decenni del diciannovesimo secolo subì diversi cambiamenti di sede, sino al 1930 dove si stabilì in quella definitiva (ed attualmente utilizzata).

Negli anni '30 l'ateneo conosce un periodo molto buio della propria storia poiché inizialmente rischia la bancarotta e poi, anche a causa della seconda guerra mondiale rischia di chiudere per mancanza di studenti.

## Sport
Gli Explorers, che fanno parte della NCAA Division I, sono affiliati alla Atlantic 10 Conference. La pallacanestro e l'hockey su prato (di cui La Salle ha vinto il titolo nazionale nel 1980) sono gli sport principali, le partite interne vengono giocate al McCarthy Stadium e indoor alla Tom Gola Arena.

### Pallacanestro
La Salle è stato uno dei college più rappresentativi nella pallacanestro, conta 12 apparizioni nella post-season, ha raggiunto le Final Four in due occasioni, nel torneo del 1954 si è aggiudicato il titolo nazionale battendo i Bradley Braves mentre l'anno successivo è stato sconfitto in finale dai San Francisco Dons.

Nel 2013 gli Explorers sono tornati alla March Madness dopo un'assenza che durava 21 anni.